# Abe Laboriel Jr.
Abraham Laboriel, Jr. (Los Angeles, 23 marzo 1971), è un batterista statunitense con cittadinanza messicana.

## Biografia
È il figlio del noto bassista Abraham Laboriel, si è conquistato fama e successo vantando collaborazione come turnista sia in studio che dal vivo con artisti come Sting, Paul McCartney, Sheryl Crow, Fiona Apple, Eric Clapton, Shakira, Steve Vai, B.B. King, Mylène Farmer, Jovanotti, Eros Ramazzotti, Adriano Celentano, Steve Lukather e molti altri.
Oltre a suonare magistralmente la batteria è anche un ottimo cantante, infatti ha partecipato come corista a molti dischi importanti e ha duettato con Paul McCartney e Mylène Farmer.